# وایومینگ (بخش آیووا، ویسکانسین)
وایومینگ (به انگلیسی: Wyoming) یک منطقهٔ مسکونی در ایالات متحده آمریکا است که در شهرستان آیووا، ویسکانسین واقع شده‌است. وایومینگ ۱۰۵٫۸ کیلومتر مربع مساحت و ۳۶۴ نفر جمعیت دارد و ۲۲۶ متر بالاتر از سطح دریا واقع شده‌است.